# Lương Châu, Vũ Uy
Lương Châu (chữ Hán phồn thể: 涼州區, chữ Hán giản thể: 凉州区) là một quận thuộc địa cấp thị Vũ Uy, tỉnh Cam Túc, Cộng hòa Nhân dân Trung Hoa. Địa cấp thị Vũ Uy được thành lập ngày 9/5/2001 trên cơ sở địa khu Vũ Uy và thành phố cấp huyện Vũ Uy. Phần thành phố cấp huyện được chuyển thành quận. Quận này có diện tích 5081 km², dân số năm 2004 là 980.000 người. Huyện lỵ đóng ở nhai đạo Đông Đại Nha. Về mặt hành chính, quận này được chia thành 14 đơn vị cấp hương gồm 7 nhai đạo, 19 trấn, 18 hương.
- Nhai đạo: Đông Đại, Tây Đại, Đông Quan, Tây Quan, Hỏa Xa Trạm, Địa Chất Tân Thôn, Vinh Hoa.
- Trấn: Hoàng Dương, Vũ Nam, Thanh Nguyên, Vĩnh Xương, Sonh Thành, Phong Lạc, Cao Bá, Kim Dươngm Hòa Bình, Dương Hạ Bá, Trung Bá, Vĩnh Phong, Cổ Thành, Trương Nghĩ, Phát Phóng, Tây Dinh, Tứ Bá, Hồng Tường, Tạ Hà.
- Hương: Ngũ Hòa, Hàn Tả, Tùng Thụ, Đại Liễu, Trường Thành, Kim Sa, Bá Thị, Kim Tháp, Hạ Song, Cửu Đôn, Hoài An, Kim Sơn, Thanh Thủy, Ngô Gia Tỉnh, Tân Hoa, Khang Ninh, Đông Hà, Hà Đông.